# Harry Letzelter
Harry Letzelter (* 4. November 1949 in Pirmasens) ist ein deutscher Leichtathletiktrainer.
Letzelter studierte an der Johannes Gutenberg-Universität Mainz Diplomsportwissenschaft und Geographie auf Lehramt und arbeitet als Lehrer an der Gustav-Stresemann-Wirtschaftsschule in Mainz mit den Fächern Geographie und Sport.
Darüber hinaus ist er seit Mitte der 1970er Jahre als Trainer beim USC Mainz für Leichtathletik/Sprint tätig. In dieser Funktion entdeckte und betreute er von 1979 bis 1992 Monika Hirsch und seit 1992 Marion Wagner, die im Jahre 2001 unter anderem die Goldmedaille mit der 4-mal-100-Meter-Staffel bei den Weltmeisterschaften in Edmonton gewann.
| Personendaten    | Personendaten                   |
| ---------------- | ------------------------------- |
| NAME             | Letzelter, Harry                |
| KURZBESCHREIBUNG | deutscher Leichtathletiktrainer |
| GEBURTSDATUM     | 4. November 1949                |
| GEBURTSORT       | Pirmasens                       |